# Acinipe galvagnii
Acinipe galvagnii is een rechtvleugelig insect uit de familie Pamphagidae. De wetenschappelijke naam van deze soort is voor het eerst geldig gepubliceerd in 1977 door Cusimano & Massa.
1. ↑  (en) Acinipe galvagnii op de IUCN Red List of Threatened Species.